# Träger-Einhüllenden-Phase
Die Träger-Einhüllenden-Phase (TE-Phase, engl. carrier-envelope (offset) phase, CE-phase bzw. CEP, CEO-phase) ist eine Eigenschaft eines Lichtpulses, die relevant wird, sobald dessen Dauer nur noch wenige Periodendauern beträgt. 
Die TE-Phase ist von Bedeutung bei der Erzeugung eines Frequenzkamms. Physikalische Effekte, die von der TE-Phase abhängen, fallen in den Bereich der „extremen nichtlinearen Optik“.

## TE-Phase im Zeitbereich

Die Träger-Einhüllenden-Phase im Zeitbereich:
Dargestellt ist ein Pulszug aus fünf aufeinanderfolgenden Lichtpulsen. Je nach Wert der TE-Phase unterscheidet sich die relative Lage der Trägerwelle (schwarz) in Bezug auf die Intensitätseinhüllende (blau gestrichelt) eines Lichtpulses. Nach der Zeit ist die TE-Phase wieder dieselbe wie zu Beginn. ist die Pulswiederholdauer.

Die TE-Phase {\displaystyle \,\phi _{0}} ist die Phasendifferenz zwischen der Trägerwelle und der Intensitätseinhüllenden eines einzelnen Lichtpulses (siehe Abbildung im Zeitbereich). In einem Pulszug von mehreren Lichtpulsen ändert sie sich oftmals von Puls zu Puls, da die Phasengeschwindigkeit und Gruppengeschwindigkeit in der Regel unterschiedlich groß sind (Eine Ausnahme ist lediglich das Vakuum).
Die TE-Phase erhöht sich beispielsweise von Puls zu Puls, bis sie größer als 2π wird. Ab hier wiederholt sich der Vorgang. Nach der Zeit {\displaystyle T_{\mathrm {CEO} }} hat sich die TE-Phase um 2π verändert und hat wegen der 2π-Periodizität der trigonometrischen Funktionen denselben Wert wie zu Beginn.

## TE-Phase im Frequenzbereich: Die TE-Frequenz

Die Träger-Einhüllenden-Phase im Frequenzbereich:
Dargestellt ist das Frequenzspektrum des obigen Pulszuges. Setzt man den Frequenzkamm in Gedanken fort bis zur Frequenz Null, so ergibt sich dort ein kleiner Versatz, die TE-Frequenz. ist die Pulswiederholfrequenz.

Die zeitliche Änderung der TE-Phase wird durch die TE-Frequenz {\displaystyle f_{\mathrm {CEO} }} beschrieben. Für diese gilt daher:
{\displaystyle f_{\mathrm {CEO} }={\frac {d\phi _{0}}{dt}}={\frac {1}{T_{\mathrm {CEO} }}}}.
Im Frequenzspektrum eines Pulszuges (vgl. Fourier-Transformation), dem sogenannten Frequenzkamm, drückt sich diese TE-Frequenz als gemeinsamer Versatz aller Frequenznadeln aus (siehe Abbildung Frequenzbereich).